# Kínai szil
A kínai szil (Ulmus parvifolia) a szilfafélék (Ulmaceae) családjának szil (Ulmus) nemzetségébe tartozó növényfaj.

## Elterjedés, élőhely
Ez a kis, kerek fa Japánban, Koreában és Tajvanon is vadon nő, úgy, mint Kínában.

## Leírása
Ahogyan latin neve (parvifolia) mutatja, levelei nagyon aprók, 2–6 cm-esek. Általában lombhullató, bár gyakran nehezen válik meg leveleitől. Melegebb éghajlatú területeken, például Kaliforniában, egyáltalán nem hullatja le leveleit, és örökzöld marad.

## Felhasználása

### Bonszai

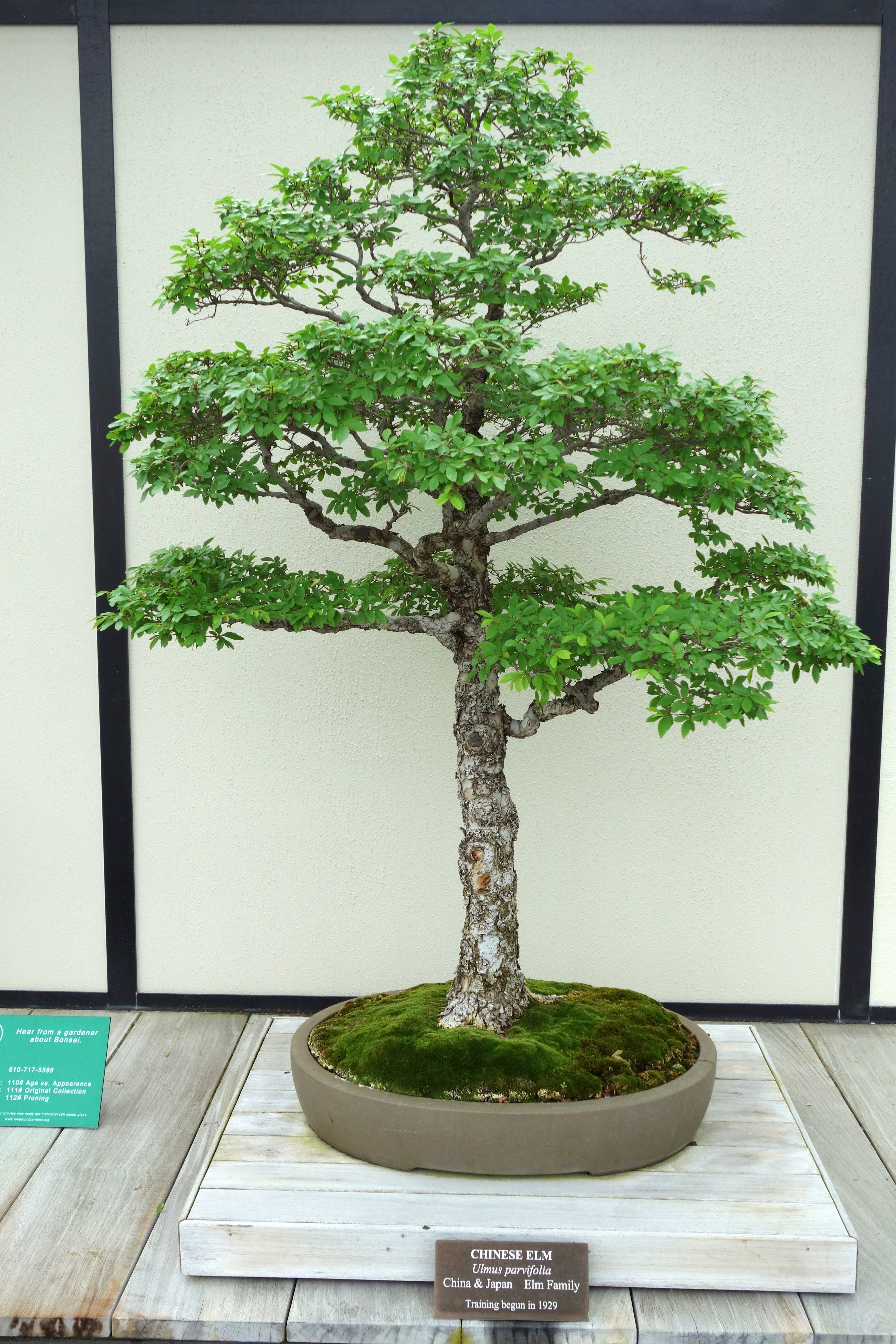
Kínai szil bonszai

A szilek közül talán a kínai szil a legnépszerűbb a bonszainevelők körében. Finom ágainak köszönhetően azon kevés faj közé tartozik, amely alkalmas a hokidacsi stílusra. Hosszú, erőteljes, hajlékony gyökerei ideálissá teszik a sekijoju stílus kialakítására.
Népszerű tarka levelű fajta az Ulmus parvifolia ‘Varigeta’.